# James Rado
James Rado, pseudonimo di James Alexander Radomski (Los Angeles, 23 gennaio 1932 – New York, 21 giugno 2022), è stato un attore, librettista, regista teatrale e compositore statunitense, noto soprattutto per aver scritto il libretto del musical Hair insieme a Gerome Ragni.

## Biografia
Studiò recitazione all'Università del Maryland, dove cominciò a scrivere dei musical, per poi arruolarsi in marina, dove servì per due anni. Terminato il servizio militare tornò a dedicarasi agli studi all'Università Cattolica d'America, dove ancora una volta sperimentò con la scrittura di libretti e canzoni per il teatro musicale. Dopo aver studiato recitazione con Lee Strasberg, Rado fece il suo debutto a Broadway nel 1963 con la pièce Marathon '33, mentre nel 1966 fu il primo interprete del ruolo di Riccardo Cuordileone nella prima del dramma di James Goldman The Lion in Winter a Broadway.
Nel 1964, intanto, aveca conosciuto Gerome Ragni, suo collega nella commedia Hang Down Your Head and Die nell'Off Broadway, e i due cominciarono a scrivere il libretto del musical Hair, che debuttò nell'Off Broadway nell'ottobre 1967 e a Broadway nell'aprile successivo. Il musical fu un successo e rimase in cartellone per millesettecentocinquanta repliche, oltre ad essere riproposto al cinema e in numerosi revival e produzioni in tutto il mondo. Hair valse a Rado due candidature al prestigioso Tony Award, al miglior musical e al miglior libretto di un musical. La colonna sonora dello show gli valse il Grammy Award al miglior album di un musical teatrale. Rado fu anche l'interprete del ruolo del protagonista Claude quando il musical debuttò a Broadway, recitando con il coautore Ragni nella parte di Berger. Tornò ad interpretare Claude anche nella prima del musical a Los Angeles, oltre a dirigere diverse produzioni di Hair, tra cui una tournée statunitense nel 1994 e un allestimento stabile a Toronto nel 2006. I suoi successivi musical Rainbow (1972) e Sun (1974) non raggiunsero la fama di Hair.
Era dichiaratamente pansessuale ed ebbe una relazione con Ragni sul finire degli anni 60.